# Dichocrocis acoluthalis
Dichocrocis acoluthalis là một loài bướm đêm trong họ Crambidae.